# Лаодика (съпруга на Митридат IV)
Вижте пояснителната страница за други личности с името Лаодика.
Лаодика Филаделф (на латински: Laodike Philadelphos) е дъщеря на Митридат III от Понт и Лаодика, вероятно дъщеря на Антиох IV Епифан и Лаодика IV.
Тя се омъжва за нейния брат Митридат IV от Понт (управлявал 169 – 150 пр.н.е.). Лаодика е известна само от надписи на нейните сватбени монети, които ѝ издават жителите на Делос.